# Dezső Szentgyörgyi

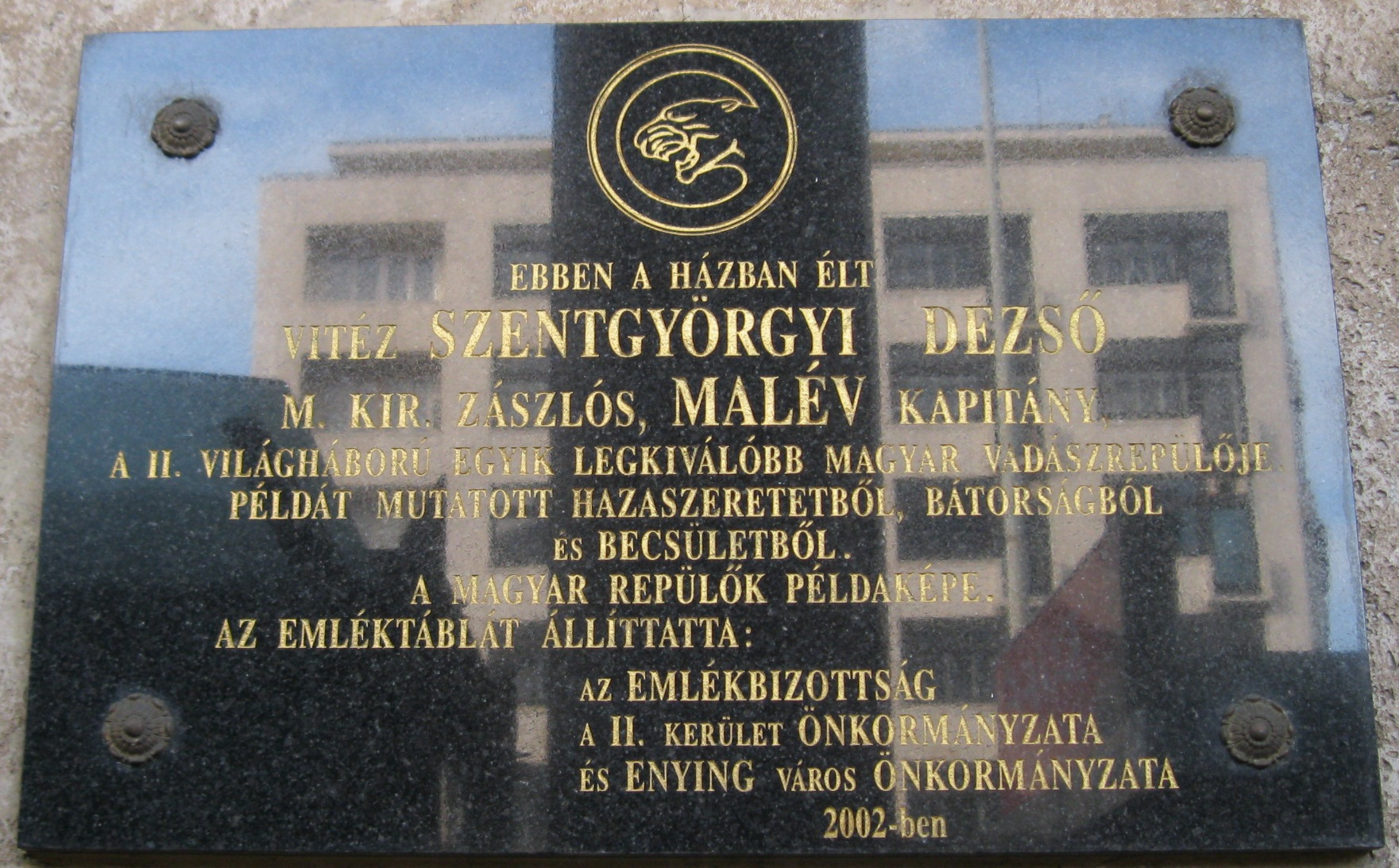
Gedenktafel an seinem ehemaligen Wohnhaus in Budapest.

Vitéz Dezső Szentgyörgyi (* 16. Januar 1915 in Kőkút, Königreich Ungarn; † 28. August 1971 bei Kopenhagen, Dänemark) war ein ungarischer Pilot und Offizier. Mit 29 Abschüssen gilt er als der erfolgreichste Jagdflieger der Königlich Ungarischen Luftstreitkräfte im Zweiten Weltkrieg.

## Leben
Dezső Szentgyörgyi wurde 1915 in Kőkút geboren und besuchte die Schule in Enying, nachdem seine Familie dorthin gezogen war. Zunächst lernte er den Schlosserberuf, trat jedoch 1933 mit 18 trat freiwillig in die Königlich Ungarischen Luftstreitkräfte ein und war dort zunächst als Mechaniker tätig. Er erwarb seine Fluglizenz in Székesfehérvár mit ausgezeichneten Prüfungsnoten, und ließ sich später zum Jagdflieger ausbilden. Ab 1. Juni 1942 kämpfte er an der Ostfront und flog zunächst Jagdflugzeuge vom Typ Reggiane Re.2000 und später Messerschmitt Bf 109. Seinen ersten Luftsieg errang er im Juni 1943. Im Jahr 1944 kam er zur Elite-Jagdgruppe 101. Puma (101. Puma Honi Légvédelmi Vadászrepülő Osztály) und wurde nach 142 Einsätzen und 7 Abschüssen an den ungarischen Kriegsschauplatz beordert. Bis er am 5. Mai in Kriegsgefangenschaft kam, gelangen ihm in 218 Einsätzen 29 Abschüsse.
Nachdem er 1946 aus der Kriegsgefangenschaft heimkehrte, wurde er Pilot bei der Fluggesellschaft Maszovlet. Im Jahr 1950 wurde er für seinen Einsatz im Zweiten Weltkrieg verurteilt. Im August 1956 kam er frei und wurde Pilot und später Kapitän bei der Malév. Bei seinem letzten Flug vor dem Ruhestand verunglückte er am 28. August 1971 bei einem Flug von Oslo nach Budapest mit einer Iljuschin Il-18 (HA-MOC) im Landeanflug zu einem Zwischenstopp in Kopenhagen tödlich. Von den 34 Insassen überlebten nur 2 Passagiere den Unfall (siehe auch Malév-Flug 731).
Szentgyörgyi wurde auf dem Friedhof Farkasréti in Budapest beerdigt.
Früher trägt der Militärflugplatz Kecskemét (MH 59. Szentgyörgyi Dezső repülőbázis) seinen Namen. Ab dem 1. Januar 2023 wird die Luftwaffenbasis unter dem Namen „MH vitéz Szentgyörgyi Dezső 101. Repülődandár (Luftwaffenbrigade)“ weitergeführt.